# Distrito de San José de Sisa
El distrito de San José de Sisa es uno de los cinco distritos que conforman la Provincia de El Dorado, ubicada en el Departamento de San Martín, Perú.
Desde el punto de vista jerárquico de la Iglesia católica forma parte de la  Prelatura de Moyobamba, sufragánea de la Metropolitana de Trujillo y  encomendada por la Santa Sede a la archidiócesis de Toledo en España.
San José de Sisa está en el noreste del Perú (600 m s. n. m.), a 1500 km de Lima, a 149 km de Moyobamba y a 45 km de Tarapoto. Es una ciudad de unos 14,000 habitantes, y con el mayor movimiento comercial de la Provincia El Dorado. El valle de Sisa sigue siendo -por suerte- rico en especies de flora y fauna, pese a la intensa depredación y tala. Produce cacao, café, frijol, plátanos, maíz, papaya y piñas para consumo local y de fuera. El nombre de Sisa proviene del vocablo quechua Killu Sisa, que significa flores amarillas, que crecen en la orilla de los ríos.
Se cree que las etnias prehispánicas Tupi-Arawak, provenientes de la Selva Baja Amazónica, fueron los primeros pobladores del valle. En el siglo XIX (1847) comenzó la migración de familias de Lamas, encabezada por don Fabián Tuanama y familia, a quienes se consideran los fundadores del distrito. El flujo continuó hasta mediados del siglo XX, periodo en el cual llegaron mis padres, algunos tíos y varios de sus amigos cercanos. Décadas después, en los años 80, se dio un proceso migratorio cruzado, en parte promovido por la situación de violencia política. Familias enteras sisinas se trasladaron a Tarapoto, Chiclayo, Trujillo y Lima, y otras vinieron del Departamento de Amazonas y de algunas ciudades de la sierra. Este proceso de encuentro y choque ha producido cambios y transformaciones en los hábitos y costumbres de la población y le ha dado otra cara a la ciudad. Fuentes locales señalan que más del 50% de la población actual es foránea.
por carretera. Por un largo periodo ha sido una odisea viajar en auto. Si llovía fuerte en el trayecto los autos no podían transitar porque los caminos se convertían en lodo. No quedaba otra opción que caminar para llegar al destino, algunas veces con el barro hasta las rodillas. La duración de un viaje a Tarapoto ha variado, en un principio se tardaba entre tres y cuatro horas, luego dos y desde este año 2010 es sólo una hora.
La fiesta patronal de San José, en el mes de marzo, es cuando muchos sisinos vuelven, no importa donde vivan, para ver a la familia y los amigos y reencontrarse con su historia. La celebración es liderada por los cabezones, los anfitriones que cada año reciben el voto (tortilla de diferentes tipos). Durante una semana los pobladores bailan en casas y en las calles, con música típica, tocada con tambores y clarinetes. El día central de la fiesta, el 19 de marzo, entregan el voto a los nuevos cabezones, y así, al año siguiente, se repetirán los mismos rituales.

## Geografía
La capital se encuentra situada a 600 m s. n. m.

## Geografía humana
En este distrito de la Amazonia peruana habita la etnia Quechua, grupo Quechua Lamista,  autodenominado Llacuash